# 98 (tal)
98 (nittioåtta) är det naturliga talet som följer 97 och som följs av 99.

## Inom matematiken
- Hexadecimala talsystemet: 62
- Binärt: 1100010
- har primfaktoriseringen 2 och 72
- Delbarhet: 1, 2, 7, 14, 49 och 98.
- 98 är ett jämnt tal.
- 98 är ett palindromtal i det kvinära talsystemet.

## Inom vetenskapen
- Californium, atomnummer 98
- Messier 98, spiralgalax, Berenikes hår i Messiers katalog
- 98 Ianthe, en asteroid